# Meteorus filator
Meteorus filator är en stekelart som först beskrevs av Alexander Henry Haliday 1835.  Meteorus filator ingår i släktet Meteorus och familjen bracksteklar. Arten är reproducerande i Sverige. Inga underarter finns listade i Catalogue of Life.